# Abelharuco-verde-árabe
O abelharuco-verde-árabe (Merops cyanophrys), também conhecido como abelharuco-verde-arábico, é uma espécie de ave da família Meropidae.
Ocorre em todas as regiões áridas da Península Arábica, desde a Arábia Saudita para sul até ao Iémen e para leste até Omã e os Emirados Árabes Unidos; além disso, expandiu a sua área de distribuição para o Levante ao longo das últimas décadas.

## Subespécies
São reconhecidas duas subespécies:
- M. c. cyanophrys: sul de Israel, parte ocidental e meridional da Península Arábica
- M. v. muscatensis: parte central e oriental da Península Arábica